# 阿森峰

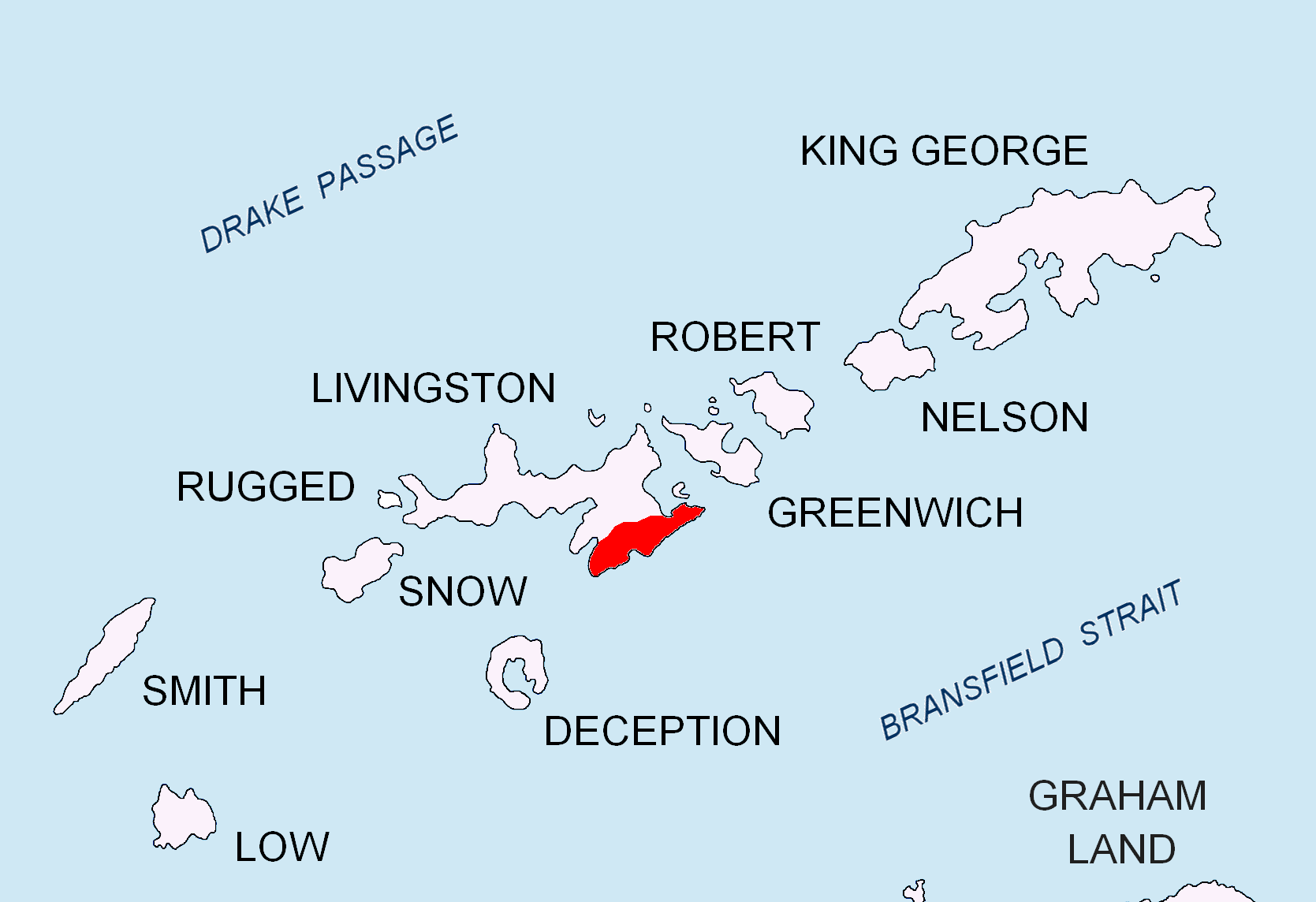

阿森峰是南極洲的山峰，位於南設得蘭群島的利文斯頓島，屬於騰格里山脈中德爾切夫嶺的一部分，處於德爾切夫峰西南面0.77公里和魯塞峰以東0.86公里，海拔高度810米。
62°38′50.5″S 59°56′25″W / 62.647361°S 59.94028°W

## 外部連結
- SCAR Composite Gazetteer of Antarctica（页面存档备份，存于）.